# Емил Михайлов
Емил Михайлов е български футболист, вратар.

## Кариера
Михайлов е юноша на Славия (София), за кратко играе във ФК Нови Искър, а от зимата на 2006 до 2010 г. играе за ПФК Рилски спортист (Самоков). Участвал е в почти всички юношески и младежки национални гарнитури (U-16, U-17, U-18, U-21). През пролетта на 2010 г. отново за кратко е преотстъпен на Нови Искър, където се представя много добре и още същата пролет се връща в Рилски спортист, където дори отбелязва гол срещу Ком-Миньор.
От 2010 г. е в състава на Академик (София), където се състезава в „А“ ПФГ, изигравайки 12 мача , но на 30 декември 2010 г. сключва договор с тима от
Източната „Б“ ПФГ ПФК Лудогорец 1945 (Разград) . Представя се добре в мача срещу Динамо (Букурещ) (2:1), влиза като резерва в средата на второто полувреме и не допуска гол, а Кабаселе от Лудогорец вкарва победен гол в даденото от съдията продължение.

## Статистика по сезони
- 2004/05 – Славия – „А“ ПФГ, 1 мач/0 гола
- 2005-06 – Нови Искър – „А“ ОФГ, 3/0
- 2007/пр. - Рилски спортист – „А“ ПФГ, 2/0
- 2007/08 – Рилски спортист – Зап. „Б“ ПФГ, 18/0
- 2008/09 – Рилски спортист – Зап. „Б“ ПФГ, 21/0
- 2009/10 – Рилски спортист – Зап. „Б“ ПФГ, 4/1
- 2010/пр. - Нови Искър – ЮЗ „В“ АФГ, 12/0
- 2010/ес. - Академик (Сф) – „А“ ПФГ, 12/0
- 2011/пр. - Лудогорец – Изт. „Б“ ПФГ, 7/0
- 2011/ес. - Лудогорец – „А“ ПФГ, 1/0
- 2012/пр. - Локомотив (София) – „А“ ПФГ, 1/0
- 2012/13 – Локомотив (София) – „А“ ПФГ, 5/0

## Фотомодел
През февруари 2011 г. се снима във фотосесия с фотомоделката Боряна Димитрова-Ачовски .